# Ocotea scabrella
Ocotea scabrella är en lagerväxtart som beskrevs av H. van der Werff. Ocotea scabrella ingår i släktet Ocotea och familjen lagerväxter. Inga underarter finns listade i Catalogue of Life.